# Nissan 200SX
Der Nissan 200SX/Datsun 200SX, je nach Motorisierung auch 180SX (Japan) oder 240SX (USA), in Japan und anderen Märkten auch Nissan Silvia oder (Baureihen S110 und S12) Nissan Gazelle genannt, ist ein Pkw-Modell des japanischen Herstellers Nissan.
Ursprünglich als Datsun Coupe 1500 auf den Markt gekommen, wurde das Fahrzeug von September 1964 bis August 2002 unter dem gleichen Namen in mehreren Evolutionsstufen gebaut.
In Nordamerika wurde von 1994 bis 1999 der Nissan Lucino unter dem Namen 200SX angeboten.

## Coupe 1500/Silvia (CSP311, 1964–1968)
Das Datsun Coupe 1500 debütierte auf der Autoausstellung in Tokyo im September 1964 und wurde auch als Nissan Silvia CSP311 gebaut. Produziert wurden nur 554 Stück. Die meisten Autos blieben in Japan, jedoch wurden 49 Exemplare nach Australien exportiert und weitere 10 in andere Länder. Die niedrigen Produktionszahlen und der langwierige Entwicklungsprozess sorgten dafür, dass jedes Auto einzigartig und teuer war. Der Kaufpreis lag im Vergleich zum Nachfolger fast doppelt so hoch. Die Produktion endete 1968.
Der sehr kurzhubig ausgelegte Reihenvierzylinder (Bohrung × Hub: 87,2 × 66, 8 mm, Alu-Zylinderkopf) holte aus 1595 cm³ 90 DIN- bzw. 96 SAE-PS bei 6000 Umdrehungen und machte das Coupé 165 km/h schnell; 100 km/h waren aus dem Stand in 12,7 Sekunden erreicht. Geschaltet wurde über ein Vierganggetriebe, gebremst mit vorderen Scheiben- und hinteren Trommelbremsen. Die Karosserie ruhte auf einem Kastenrahmen.

## 200SX/Silvia (S10, 1975–1979)
Der im Sommer 1975 vorgestellte S10 war die erste Silvia der S-Baureihe und ein Fließheck-Coupé mit breiter C-Säule. Er zeigte „barockere“ Linien als ähnliche Angebote der Konkurrenz (namentlich die Toyota Celica). In Japan wurde der S10 mit einem L18B-Motor von 1,8 Litern Hubraum ausgerüstet. Auf dem nordamerikanischen Markt wurde das Modell als Datsun 200B mit dem L20B-Zweiliter angeboten; es besaß zudem die dort vorgeschriebenen Sicherheitsstoßstangen und hieß, der Motorgröße entsprechend Datsun 200SX.
Sein Erfolg auf beiden Märkten war beschränkt, denn die meisten Käufer entschieden sich für das Konkurrenzmodell Celica. Anfang 1979 wurde daraufhin die Fertigung des S10 beendet.

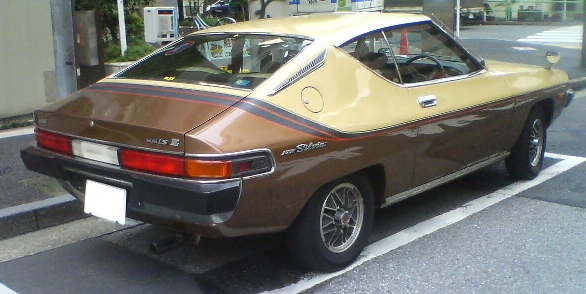
Heckansicht

| Datsun                          | Silvia 1800                                                         | Silvia 1800i                                                        | 200SX (USA)                                                         |
| ------------------------------- | ------------------------------------------------------------------- | ------------------------------------------------------------------- | ------------------------------------------------------------------- |
| Motor:                          | 4-Zylinder-Reihenmotor (Viertakt)                                   | 4-Zylinder-Reihenmotor (Viertakt)                                   | 4-Zylinder-Reihenmotor (Viertakt)                                   |
| Motortyp:                       | L18                                                                 | L18E                                                                | n. a.                                                               |
| Hubraum:                        | 1770 cm³                                                            | 1770 cm³                                                            | 1952 cm³                                                            |
| Bohrung × Hub:                  | 85 × 78 mm                                                          | 85 × 78 mm                                                          | 85 × 86 mm                                                          |
| Leistung bei 1/min:             | 77 kW (105 PS) bei 6000                                             | 85 kW (115 PS) bei 6200                                             | 72 kW (98 PS) bei 5600                                              |
| Max. Drehmoment bei 1/min:      | 147 Nm bei 3600                                                     | 152 Nm bei 3600                                                     | 138 Nm bei 3200                                                     |
| Verdichtung:                    | 8,5:1                                                               | 8,5:1                                                               | 8,5:1                                                               |
| Gemischaufbereitung:            | 1 Fallstrom-Registervergaser oder elektronische Einspritzung        | 1 Fallstrom-Registervergaser oder elektronische Einspritzung        | 1 Fallstrom-Registervergaser oder elektronische Einspritzung        |
| Ventilsteuerung:                | OHC, Kette                                                          | OHC, Kette                                                          | OHC, Kette                                                          |
| Kühlung:                        | Wasserkühlung                                                       | Wasserkühlung                                                       | Wasserkühlung                                                       |
| Getriebe:                       | 4- oder 5-Gang-Getriebe, Hinterradantrieb (a.W. Dreigang-Automatik) | 4- oder 5-Gang-Getriebe, Hinterradantrieb (a.W. Dreigang-Automatik) | 4- oder 5-Gang-Getriebe, Hinterradantrieb (a.W. Dreigang-Automatik) |
| Radaufhängung vorn:             | Federbeine, Querlenker, Zugstreben, Schraubenfedern, Stabilisator   | Federbeine, Querlenker, Zugstreben, Schraubenfedern, Stabilisator   | Federbeine, Querlenker, Zugstreben, Schraubenfedern, Stabilisator   |
| Radaufhängung hinten:           | Starrachse mit Schraubenfedern                                      | Starrachse mit Schraubenfedern                                      | Starrachse mit Schraubenfedern                                      |
| Bremsen:                        | Scheibenbremsen vorne, Trommelbremsen hinten                        | Scheibenbremsen vorne, Trommelbremsen hinten                        | Scheibenbremsen vorne, Trommelbremsen hinten                        |
| Lenkung:                        | Kugelumlauflenkung                                                  | Kugelumlauflenkung                                                  | Kugelumlauflenkung                                                  |
| Karosserie:                     | Stahlblech, selbsttragend                                           | Stahlblech, selbsttragend                                           | Stahlblech, selbsttragend                                           |
| Spurweite vorn/hinten:          | 1280/1265 mm                                                        | 1280/1265 mm                                                        | 1280/1265 mm                                                        |
| Radstand:                       | 2340 mm                                                             | 2340 mm                                                             | 2340 mm                                                             |
| Abmessungen:                    | 4135 (USA: 4320) × 1600 × 1300 mm                                   | 4135 (USA: 4320) × 1600 × 1300 mm                                   | 4135 (USA: 4320) × 1600 × 1300 mm                                   |
| Leergewicht:                    | 990 kg                                                              | 990 kg                                                              | 1070 kg                                                             |
| Höchstgeschwindigkeit:          | 165–180 km/h                                                        | 165–180 km/h                                                        | 165–180 km/h                                                        |
| 0–100 km/h:                     | nicht angegeben                                                     | nicht angegeben                                                     | nicht angegeben                                                     |
| Verbrauch (Liter/100 km, Werk): | 9,5                                                                 | 9,5                                                                 | 9,5                                                                 |

## 200SX/Sakura/Silvia (S110, 1979–1983)
Die Anfang 1979 erschienene Neuauflage des Silvia, verfügbar als zweitüriges Hardtop-Coupé mit Stufenheck und als dreitüriges Fließheckmodell, sollte ursprünglich einen von Nissan konzipierten und zu bauenden Wankelmotor erhalten. Der Motor erwies sich aber in der Erprobung als unzuverlässig und ging nicht in Produktion. Ironischerweise teilte der S110 seine Codenummer mit dem unglückseligen Mazda 110 S Cosmo, dem ersten japanischen Auto mit einem Wankelmotor. Der S110 wurde, als das Aus für den Wankelmotor kam, umkonstruiert und erhielt konventionelle Kolbentriebwerke der neuen Z-Motorenfamilie, darunter den Z20-Zweiliter und den eingespritzten, turbogeladenen Z18ET-1,8-Liter. In Nordamerika wurde das Modell als Datsun 200SX und in Mexico als Datsun Sakura angeboten.
Auf dieser Silvia-Generation fußte die Motorsportversion Silvia 240RS mit dem 2,4-Liter-DOHC-FJ24-Motor. Der 240RS wurde noch bis Mitte 1985 gebaut und überlebte damit das Produktionsende des regulären Silvia S110 im Herbst 1983 noch um zwei Jahre. Er diente als Nissans Werksmodell in den Rallyweltmeisterschaften 1983 bis 1985 und kam bei der Neuseelandrally 1983 auf den zweiten Platz.
| Nissan Silvia                                                      | 1800 | 1800i | 1800 Turbo | 2000 | 200SX (USA) |
| ------------------------------------------------------------------ | --- | --- | --- | --- | --- |
| Motor:                                                             | 4-Zylinder-Reihenmotor (Viertakt)                                                                                       | 4-Zylinder-Reihenmotor (Viertakt)                                                                                       | 4-Zylinder-Reihenmotor (Viertakt)                                                                                       | 4-Zylinder-Reihenmotor (Viertakt)                                                                                       | 4-Zylinder-Reihenmotor (Viertakt)                                                                                       |
| Motortyp:                                                          | Z18 | Z18E | Z18ET | Z20E | n. a. |
| Hubraum:                                                           | 1770 cm³ | 1770 cm³ | 1770 cm³ | 1952 cm³ | 2188 cm³ |
| Bohrung × Hub:                                                     | 85 × 78 mm | 85 × 78 mm | 85 × 78 mm | 85 × 86 mm | 87 × 92 mm |
| Leistung bei 1/min:                                                | 77 kW (105 PS) bei 6000                                                                                                 | 84,5 kW (115 PS) bei 6200                                                                                               | 99,5 kW (135 PS) bei 6000                                                                                               | 88 kW (120 PS) bei 5600                                                                                                 | 76 kW (103 PS) bei 5600                                                                                                 |
| Max. Drehmoment bei 1/min:                                         | 147 Nm bei 3600 | 152 Nm bei 3600 | 196 Nm bei 3600 | 167 Nm bei 3600 | 175 Nm bei 3600 |
| Verdichtung:                                                       | 8,5:1 | 8,5:1 | 8,3:1 | 8,5:1 | 8,5:1 |
| Gemischaufbereitung:                                               | 1 Fallstromvergaser | Einspritzung | Elektr. Einspritzung, Turbolader                                                                                        | Einspritzung | Einspritzung |
| Ventilsteuerung:                                                   | OHC, Kette, 2 Ventile pro Zylinder                                                                                      | OHC, Kette, 2 Ventile pro Zylinder                                                                                      | OHC, Kette, 2 Ventile pro Zylinder                                                                                      | OHC, Kette, 2 Ventile pro Zylinder                                                                                      | OHC, Kette, 2 Ventile pro Zylinder                                                                                      |
| Kühlung:                                                           | Wasserkühlung | Wasserkühlung | Wasserkühlung | Wasserkühlung | Wasserkühlung |
| Getriebe:                                                          | 4- oder 5-Gang-Getriebe (Turbo und 2000 nur Fünfganggetriebe) a.W. (außer Turbo) Dreigangautomatik Hinterradantrieb     | 4- oder 5-Gang-Getriebe (Turbo und 2000 nur Fünfganggetriebe) a.W. (außer Turbo) Dreigangautomatik Hinterradantrieb     | 4- oder 5-Gang-Getriebe (Turbo und 2000 nur Fünfganggetriebe) a.W. (außer Turbo) Dreigangautomatik Hinterradantrieb     | 4- oder 5-Gang-Getriebe (Turbo und 2000 nur Fünfganggetriebe) a.W. (außer Turbo) Dreigangautomatik Hinterradantrieb     | 4- oder 5-Gang-Getriebe (Turbo und 2000 nur Fünfganggetriebe) a.W. (außer Turbo) Dreigangautomatik Hinterradantrieb     |
| Radaufhängung vorn:                                                | Querlenker mit Zugstreben, Federbeine, Schraubenfedern                                                                  | Querlenker mit Zugstreben, Federbeine, Schraubenfedern                                                                  | Querlenker mit Zugstreben, Federbeine, Schraubenfedern                                                                  | Querlenker mit Zugstreben, Federbeine, Schraubenfedern                                                                  | Querlenker mit Zugstreben, Federbeine, Schraubenfedern                                                                  |
| Radaufhängung hinten:                                              | Starrachse, Längs- und Schräglenker, Schraubenfedern                                                                    | Starrachse, Längs- und Schräglenker, Schraubenfedern                                                                    | Starrachse, Längs- und Schräglenker, Schraubenfedern                                                                    | Starrachse, Längs- und Schräglenker, Schraubenfedern                                                                    | Starrachse, Längs- und Schräglenker, Schraubenfedern                                                                    |
| Bremsen:                                                           | Scheibenbremsen vorne, Trommelbremsen hinten, Bremskraftverstärker Turbo: Vierrad-Scheibenbremsen, Bremskraftverstärker | Scheibenbremsen vorne, Trommelbremsen hinten, Bremskraftverstärker Turbo: Vierrad-Scheibenbremsen, Bremskraftverstärker | Scheibenbremsen vorne, Trommelbremsen hinten, Bremskraftverstärker Turbo: Vierrad-Scheibenbremsen, Bremskraftverstärker | Scheibenbremsen vorne, Trommelbremsen hinten, Bremskraftverstärker Turbo: Vierrad-Scheibenbremsen, Bremskraftverstärker | Scheibenbremsen vorne, Trommelbremsen hinten, Bremskraftverstärker Turbo: Vierrad-Scheibenbremsen, Bremskraftverstärker |
| Lenkung:                                                           | Kugelumlauflenkung, a.W. servounterstützt                                                                               | Kugelumlauflenkung, a.W. servounterstützt                                                                               | Kugelumlauflenkung, a.W. servounterstützt                                                                               | Kugelumlauflenkung, a.W. servounterstützt                                                                               | Kugelumlauflenkung, a.W. servounterstützt                                                                               |
| Karosserie:                                                        | Stahlblech, selbsttragend                                                                                               | Stahlblech, selbsttragend                                                                                               | Stahlblech, selbsttragend                                                                                               | Stahlblech, selbsttragend                                                                                               | Stahlblech, selbsttragend                                                                                               |
| Spurweite vorn/hinten:                                             | 1345/1340 mm | 1345/1340 mm | 1345/1340 mm | 1345/1340 mm | 1345/1340 mm |
| Radstand:                                                          | 2400 mm | 2400 mm | 2400 mm | 2400 mm | 2400 mm |
| Abmessungen:                                                       | 4400 (USA: 4480) × 1680 × 1310 mm                                                                                       | 4400 (USA: 4480) × 1680 × 1310 mm                                                                                       | 4400 (USA: 4480) × 1680 × 1310 mm                                                                                       | 4400 (USA: 4480) × 1680 × 1310 mm                                                                                       | 4400 (USA: 4480) × 1680 × 1310 mm                                                                                       |
| Leergewicht:                                                       | 1005–1090 kg | 1005–1090 kg | 1100–1150 kg | 1085–1105 kg | 1185–1195 kg |
| Höchstgeschwindigkeit (Redaktions-/Werksangaben):                  | 165 km/h | 175 km/h | 180 km/h | 180 km/h | 175 km/h |
| 0–100 km/h:                                                        | n. a. | n. a. | n. a. | n. a. | n. a. |
| Verbrauch (Liter/100 Kilometer; Schätzungen oder ECE-Stadtzyklus): | 10,9–11,4 S | 10,9–11,4 S | ca. 11–16 S | ca. 9,5 S | ca. 9,5 S |

## 200SX/Silvia (S12, 1983–1989)
Der S12 wurde von Herbst 1983 bis Mitte 1989 produziert und bekam viele Änderungen mit auf dem Weg sowie verschiedene Bezeichnungen in den jeweiligen Regionen. In Taiwan zum Beispiel wurde das Modell von der Yulon Motor Company montiert und wurde dort als Yue Loong Elite 601 angeboten.
Der S12 trug in Nordamerika die Bezeichnung 200SX. Das Coupé war mit dem CA20E, einem eingespritzten Zweiliter-Vierzylinder, ausgestattet, während das Fließheckmodell entweder den CA20E oder den CA18ET erhielt. In den USA nahm Nissan das Fließheckmodell mit dem CA18ET-Turbomotor Mitte 1987 vom Markt und führte stattdessen das „SE“-Modell mit dem VG30E-Dreiliter (118 kW/160 PS) (Top speed bei 240 KM/H) ein.
Der S12 wurde in Europa Silvia genannt. Hier gab es nur das Fließheckmodell. Dieses war mit dem CA18ET (Top speed bei 213 KM/H) und in einigen Ländern mit dem FJ20E (Top speed bei 227 KM/h) ausgestattet waren. In Japan wurde der S12 ebenfalls als Silvia bezeichnet und war sowohl mit Stufen- als auch mit Fließheck verfügbar. Neu waren die Varianten RS und RS-X. Der RS wurde mit dem FJ20E ausgestattet, während der RS-X mit dem FJ20ET ausgerüstet wurde.
Mitte 1987 ersetzte Nissan die FJ-Motoren durch den CA18DET, einen 1,8-Liter-Vierzylinder mit zwei obenliegenden Nockenwellen, Einspritzung und Turbolader. In Australien bekam der S12 den Namen Gazelle. Dieser war ebenfalls als Coupé und Fließheck verfügbar und mit dem CA20E motorisiert.

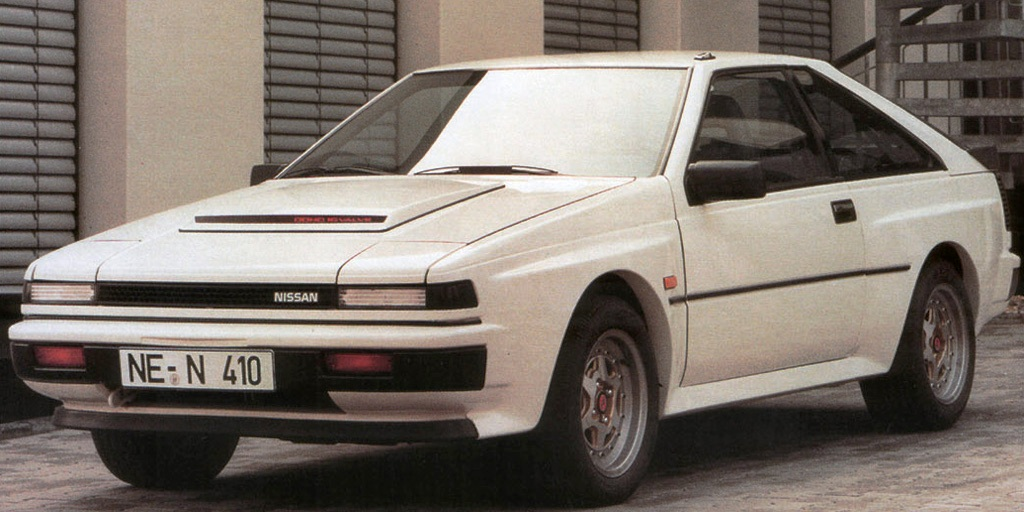
Nissan Silvia Grand Prix (1985)

Angetrieben wurde das DM 26.995 teure Coupé von einem großen 107 kW/150 PS starken Zweiliter-Vierzylinder mit 16 Ventilen (FJ20E). Im März 1985 erschien zudem eine Variante mit 1,8-Liter-Turbo-Motor und Katalysator (92 kW/122 PS, DM 29.895), der im April 1985 die Ausführung Silvia Grand Prix mit breiteren Reifen, Kotflügelverbreiterungen und Seitenschürzen zum Preis von DM 32.995 folgte.
Im Sommer 1987 erfolgte ein leichtes Facelift mit geänderten Front- und Heckpartien.
In Deutschland wurde der Silvia S12 von Anfang 1984 bis Mitte 1989 ausschließlich als Schrägheckmodell verkauft.

### Motoren
|                                | CA18S                                       | CA18E                                       | CA18ET                                              | CA18ET                                      | CA18DE                                      | CA18DET                                     | CA20E                                       | FJ20E                                       | FJ20ET                                              | VG30E                                       |
| ------------------------------ | ------------------------------------------- | ------------------------------------------- | --------------------------------------------------- | ------------------------------------------- | ------------------------------------------- | ------------------------------------------- | ------------------------------------------- | ------------------------------------------- | --------------------------------------------------- | ------------------------------------------- |
| Motorart                       | Saugmotor                                   | Saugmotor                                   | Turbo                                               | Turbo                                       | Saugmotor                                   | Turbo                                       | Saugmotor                                   | Saugmotor                                   | Turbo                                               | Saugmotor                                   |
| Ventilsteuerung                | SOHC 8 Ventile                              | SOHC 8 Ventile                              | SOHC 8 Ventile                                      | SOHC 8 Ventile                              | DOHC 16 Ventile                             | DOHC 16 Ventile                             | SOHC 8 Ventile                              | DOHC 16 Ventile                             | DOHC 16 Ventile                                     | SOHC 12 Ventile                             |
| Zylinder                       | 4                                           | 4                                           | 4                                                   | 4                                           | 4                                           | 4                                           | 4                                           | 4                                           | 4                                                   | 6                                           |
| Hubraum                        | 1809 cm³                                    | 1809 cm³                                    | 1809 cm³                                            | 1809 cm³                                    | 1809 cm³                                    | 1809 cm³                                    | 1974 cm³                                    | 1990 cm³                                    | 1990 cm³                                            | 2940 cm³                                    |
| Leistung (kW/PS bei 1/min)     | 71/98 bei 5600                              | 66/90 bei 6000                              | mit Kat 92/122 bei 5200\|\|ohne Kat 99/135 bei 4800 | 99/135 bei 6400                             | 124/169 bei 6400                            | 75/102 bei 5200                             | 107/150 bei 5600                            | 140/190 6500                                | 118/160 bei 5200 (bis 1987) 121/165 bei 5200 (1988) |                                             |
| Max. Drehmoment (Nm bei 1/min) | 149 bei 2800                                | 133 bei 4000                                | 197 Nm bei 3700                                     | 206 Nm bei 4300                             | 191 bei 5200                                | 224 bei 4000                                | 157 bei 3200                                | 184 bei 4800                                | 235 bei 4800                                        | 236 bei 4000                                |
| Antrieb                        | Hinterradantrieb                            | Hinterradantrieb                            | Hinterradantrieb                                    | Hinterradantrieb                            | Hinterradantrieb                            | Hinterradantrieb                            | Hinterradantrieb                            | Hinterradantrieb                            | Hinterradantrieb                                    | Hinterradantrieb                            |
| Getriebe                       | Viergangautomatik / Fünfgang-Schaltgetriebe | Viergangautomatik / Fünfgang-Schaltgetriebe | Viergangautomatik / Fünfgang-Schaltgetriebe         | Viergangautomatik / Fünfgang-Schaltgetriebe | Viergangautomatik / Fünfgang-Schaltgetriebe | Viergangautomatik / Fünfgang-Schaltgetriebe | Viergangautomatik / Fünfgang-Schaltgetriebe | Viergangautomatik / Fünfgang-Schaltgetriebe | Viergangautomatik / Fünfgang-Schaltgetriebe         | Viergangautomatik / Fünfgang-Schaltgetriebe |

## 180SX/200SX/240SX (S13, 1989–1993)
Im Frühjahr 1989 wurde der S12 vom 200SX S13 „Zenki“ abgelöst, der in Deutschland für ein japanisches Sportcoupé relativ gut verkauft wurde. Der längs eingebaute CA18DET-Motor hatte 1,8 Liter Hubraum und 16 Ventile und kam mit seinem Turbolader auf 124 kW (169 PS); angeboten wurde diese Maschine in Japan, Neuseeland und Europa. Das Gewicht war mit ca. 1.200 kg angegeben, die Beschleunigung betrug 7,5 s auf 100 km/h. Die Spitzengeschwindigkeit belief sich auf 230 km/h, der Preis bei Vorstellung auf DM 39.995.
Die Technik war für damalige Verhältnisse bei diesem Modell auf dem neuesten Stand. In Europa gab es nur die Fließheck-Variante als RS13, während in Japan und den USA auch ein Coupé mit Stufenheck und sogar eine Cabriovariante angeboten wurden. Daneben gab es noch die Silvia-Reihe, die auf Klappscheinwerfer verzichtete.
In Europa erhielt der 200SX im Sommer 1990 ein Facelift, wobei die Ausführung als „Chuki“ bezeichnet wurde und an der runderen Frontpartie erkennbar ist. Dieses Modell hat außerdem andere Sitze (mit separater Kopfstütze), eine größere Bremsanlage an der Vorderachse (280 mm Scheibendurchmesser statt 257 mm) und noch andere Kleinigkeiten (z. B. Turboölleitung und Stabilisatoren).
Ungewöhnlich ist, dass die Varianten fließend ineinander übergehen, z. B. haben wenige erste Modelle nach der Überarbeitung noch die kleinere Vorderachsbremse. Aber es gab auch „Zenki“-Modelle, welche schon die Sitze mit der separaten Kopfstütze hatten.
Nissan sorgte bei diesem 200SX allgemein für viel Verwirrung bei der Bezeichnung. In den USA wurde der Wagen mit einem 2,4-l-Saugmotor, zuerst mit dem KA24E (12 Ventile SOHC) und ab Juli 1990 dann mit dem KA24DE (16 Ventile DOHC), verkauft und erhielt deswegen die Bezeichnung 240SX.
In Japan wurde die Bezeichnung ebenfalls nach dem Hubraum gewählt, weswegen der Wagen dort 180SX hieß. Nissan änderte ab Sommer 1990 den Motor im 180SX und stattete den RPS13 mit dem 2-Liter-Aggregat SR20DET aus, ebenfalls mit Turboaufladung. Diese frühe Version des SR20DET leistete 151 kW (205 PS).
In Europa wurde das Modell noch bis Ende 1994 weiterhin mit dem CA18DET angeboten. Dort bezeichnete man den S13 aber trotz seines kleineren Motors stets als 200SX.
In Taiwan trug das von der Yulon Motor Company montierte Modell den Namen Yue Loong Elite 801.

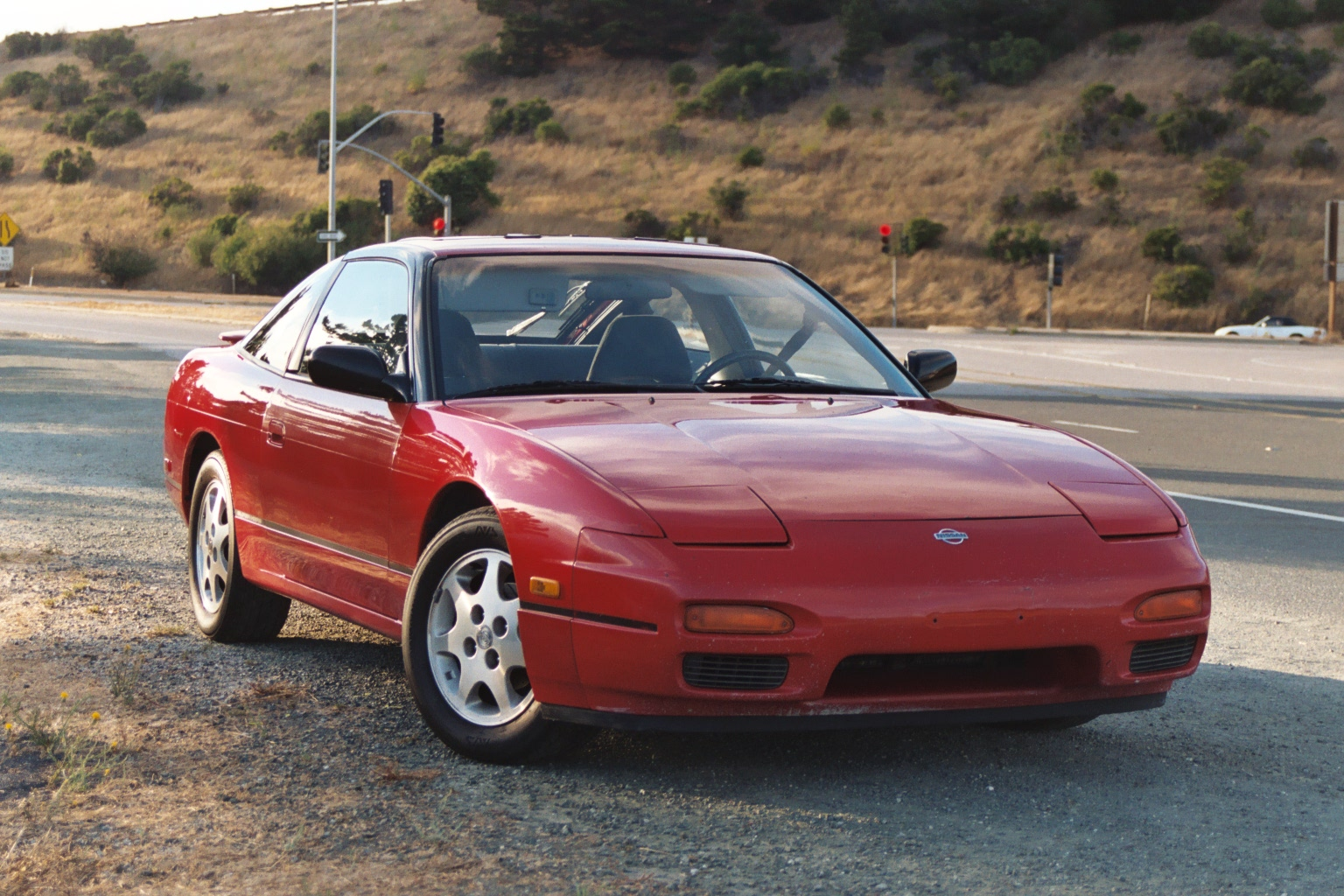
Nissan 240SX „Chuki“ (1990–1993)
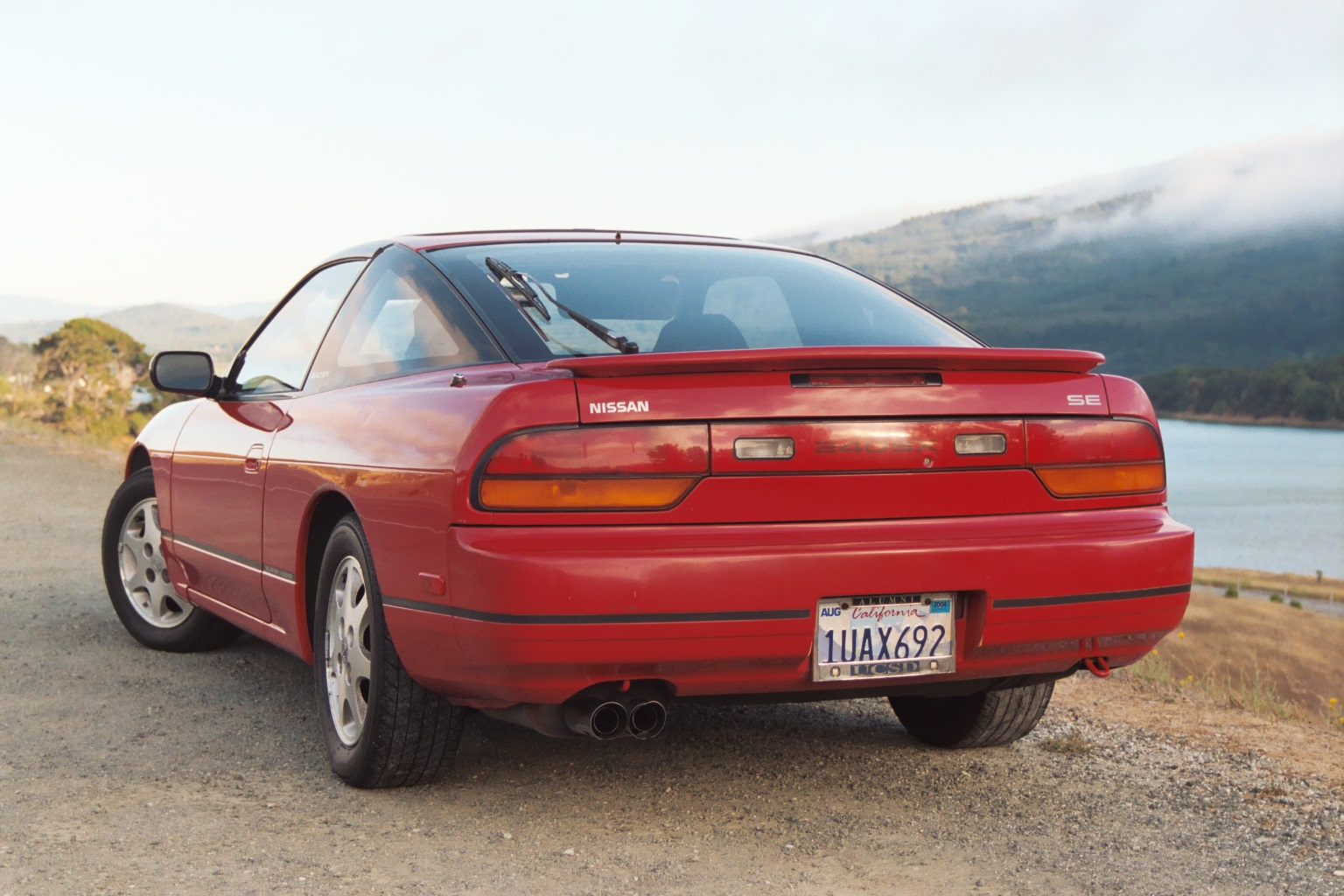
Heckansicht

## 200SX/240SX/Silvia (S14, 1993–1999)
Der S14 debütierte in Japan im Herbst 1993. Er war niedriger, kürzer und etwas breiter als der S13. Radstand und Spur wurden für ein besseres Handling vergrößert. Im Gegensatz zu den anderen Märkten blieb der Wagen in Japan populär. Der Silvia S14 erhielt eine neue Version des SR20DET mit dem größeren Turbolader vom Typ T28. Dieser hatte in Japan 161 kW (220 PS), der KA24DE 155 PS.
Der 200SX wurde im Sommer 1996 einem Facelift unterzogen (interne Bezeichnung: S14a). Er erhielt aggressiver geformte Scheinwerfer und geänderte Heckleuchten. Technische „Mängel“ wurden behoben (z. B. leicht reißender Krümmer etc.), MAP-Sensor fiel weg, Sitzheizung, Lederausstattung und Klima Serie (in DE). Der Innenraum wurde aufgefrischt (Tacho, Lenkrad).
Die Sondermodelle Z Edition, Racing und Sportline wurden eingeführt, welche sich durch Details wie Farbe, Felgen, Spoilerlippen, Innenraumverkleidungen unterschieden. Diese aktualisierte Version ist als Kouki S14 oder als S14a (Europa) bekannt. Sie wurde bis Herbst 1999 produziert.
Die seltenste Ausstattungsvariante war dabei die „SPORTLINE“ Edition, von dieser wurden nur 200 Stk. gebaut.
Ferner gab es von Nismo ein Sportmodell namens 270R, von dem lediglich 50 Stück hergestellt wurden. In Taiwan wurde auch der S14 von der Yulon Motor Company montiert. Doch diesmal rangierte das Modell in der Luxusklasse und wurde entsprechend dem Hersteller in seiner neuen Luxusmarke als AREX Elite 901 benannt.

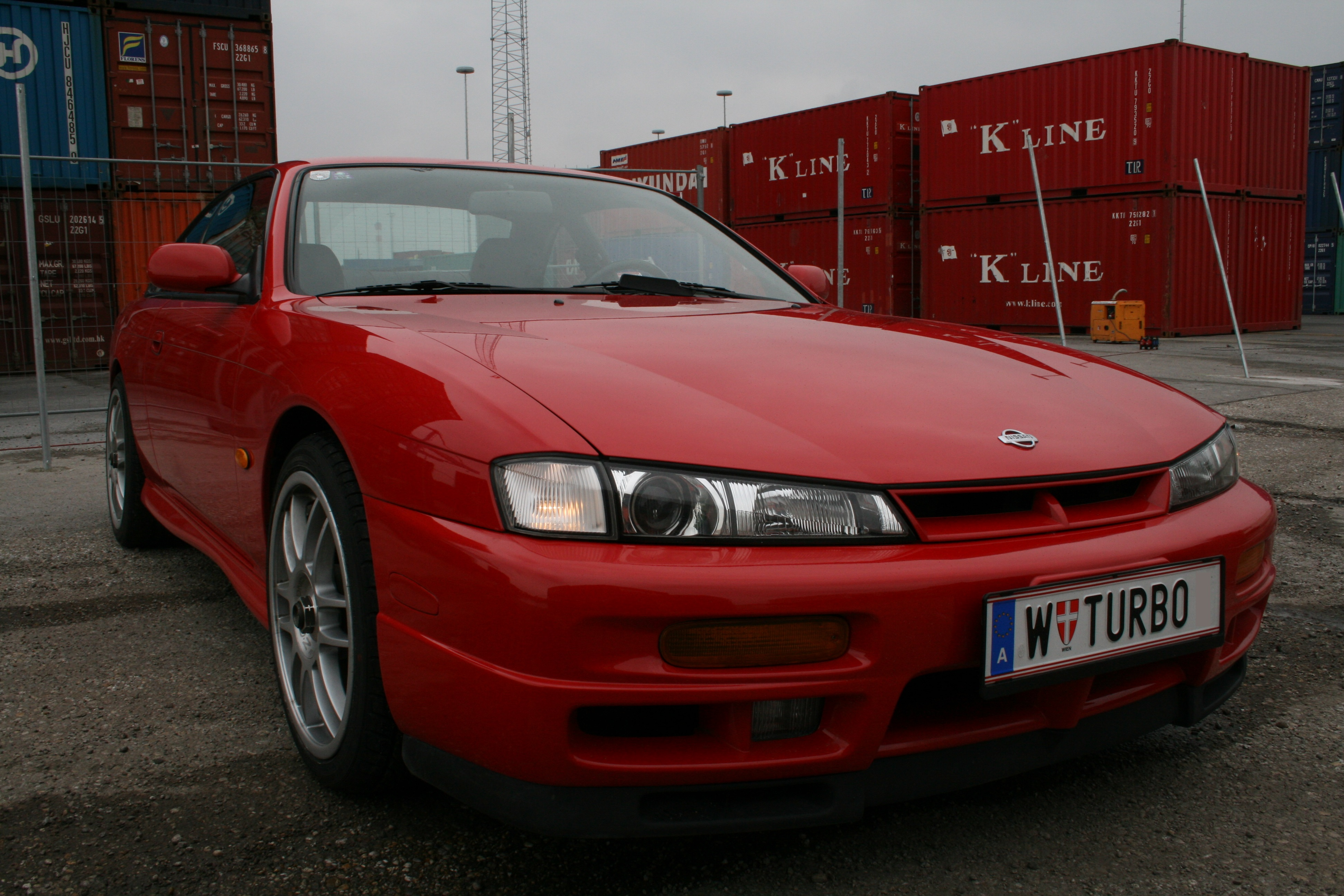
Sondermodell Sportline Edition Frontansicht
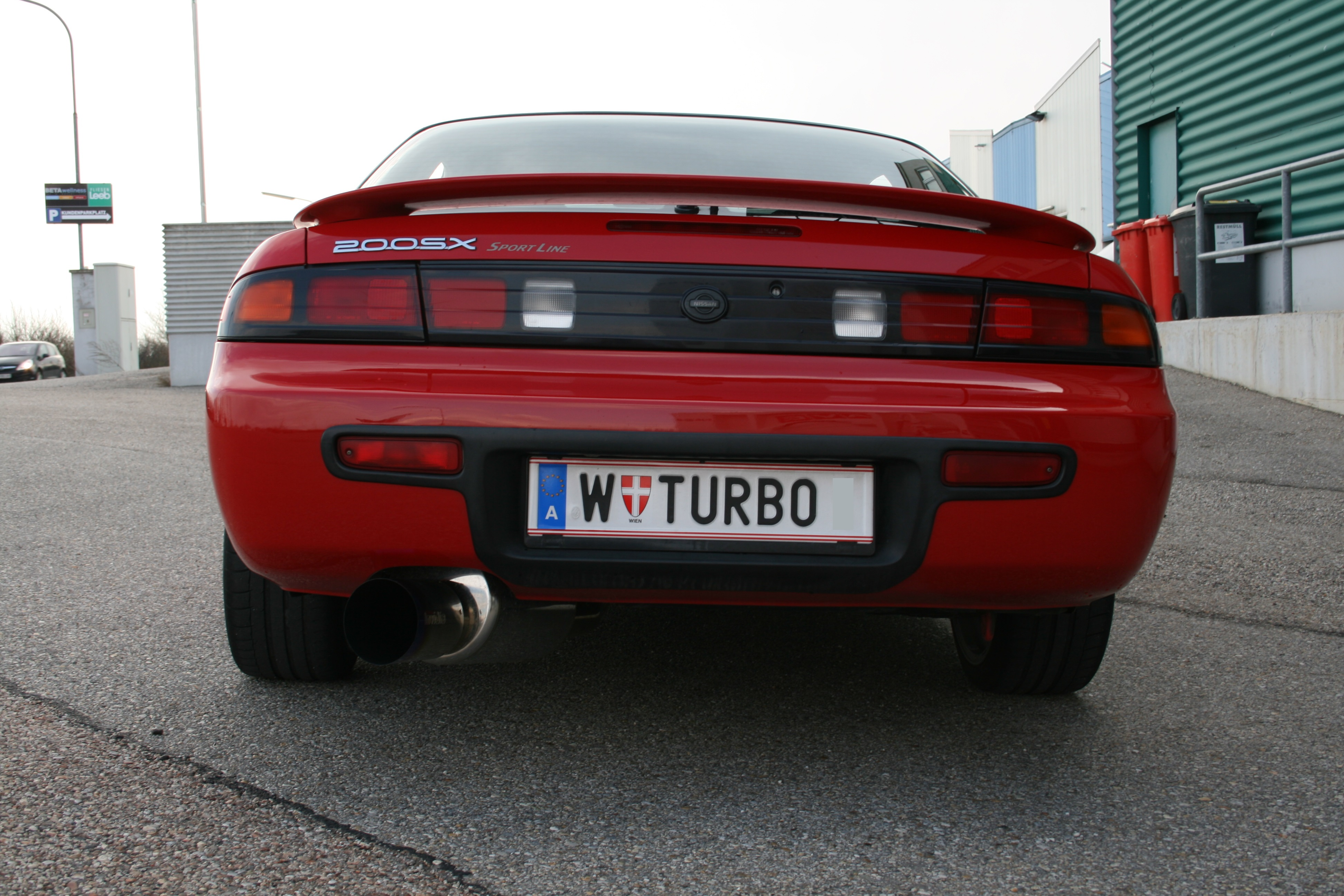
Heckansicht Sportline Edition
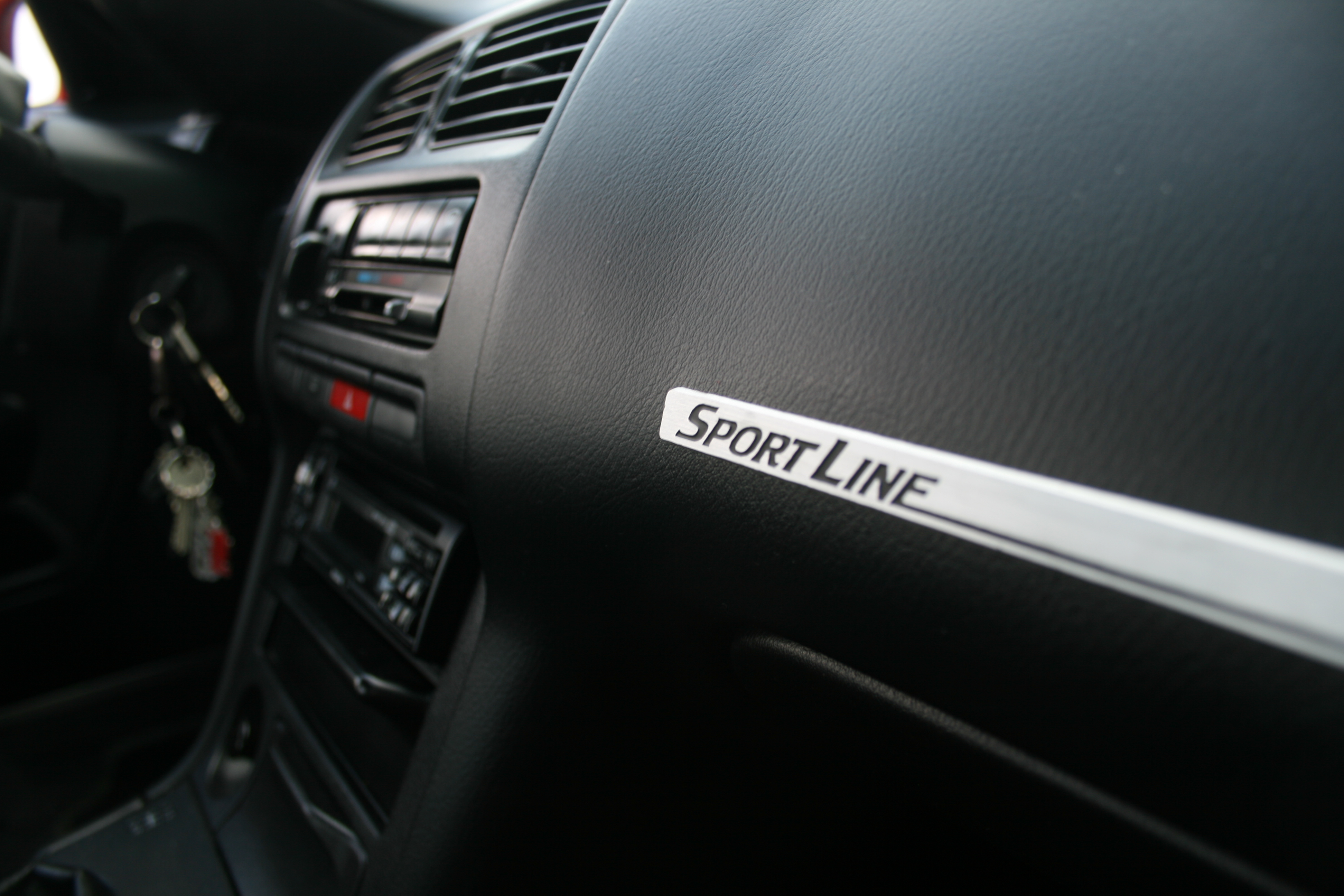
Sportline Badge Armatur

| Nissan Silvia                                                      | 200SX                                                   | 200SX Turbo                                             | 240SX (USA)                                             |
| ------------------------------------------------------------------ | ------------------------------------------------------- | ------------------------------------------------------- | ------------------------------------------------------- |
| Motor:                                                             | 4-Zylinder-Reihenmotor (Viertakt)                       | 4-Zylinder-Reihenmotor (Viertakt)                       | 4-Zylinder-Reihenmotor (Viertakt)                       |
| Motortyp:                                                          | SR20DE                                                  | SR20DET                                                 | KA24DE                                                  |
| Hubraum:                                                           | 1998 cm³                                                | 1998 cm³                                                | 2389 cm³                                                |
| Bohrung × Hub:                                                     | 86 × 86 mm                                              | 86 × 86 mm                                              | 89 × 96 mm                                              |
| Leistung bei 1/min:                                                | 118 kW (160 PS) bei 6400                                | 147–162 kW (200–220 PS) bei 6400                        | 115 kW (155 PS) bei 5600                                |
| Max. Drehmoment bei 1/min:                                         | 188 Nm bei 4800                                         | 265–275 Nm bei 4800                                     | 217 Nm bei 4400                                         |
| Verdichtung:                                                       | 10,0:1                                                  | 8,5:1                                                   | 9,5:1                                                   |
| Gemischaufbereitung:                                               | Elektronische Einspritzung                              | Elektr. Einspritzung, Turbolader, Ladeluftkühler        | Elektr. Einspritzung                                    |
| Ventilsteuerung:                                                   | DOHC, Kette, 4 Ventile pro Zylinder                     | DOHC, Kette, 4 Ventile pro Zylinder                     | DOHC, Kette, 4 Ventile pro Zylinder                     |
| Kühlung:                                                           | Wasserkühlung                                           | Wasserkühlung                                           | Wasserkühlung                                           |
| Getriebe:                                                          | 5-Gang-Getriebe a.W. Viergangautomatik Hinterradantrieb | 5-Gang-Getriebe a.W. Viergangautomatik Hinterradantrieb | 5-Gang-Getriebe a.W. Viergangautomatik Hinterradantrieb |
| Radaufhängung vorn:                                                | Querlenker mit Zugstreben, Federbeine, Schraubenfedern  | Querlenker mit Zugstreben, Federbeine, Schraubenfedern  | Querlenker mit Zugstreben, Federbeine, Schraubenfedern  |
| Radaufhängung hinten:                                              | Mehrlenkerachse, Schraubenfedern                        | Mehrlenkerachse, Schraubenfedern                        | Mehrlenkerachse, Schraubenfedern                        |
| Bremsen:                                                           | Scheibenbremsen rundum, Bremskraftverstärker, ABS       | Scheibenbremsen rundum, Bremskraftverstärker, ABS       | Scheibenbremsen rundum, Bremskraftverstärker, ABS       |
| Lenkung:                                                           | Zahnstangenlenkung, servounterstützt                    | Zahnstangenlenkung, servounterstützt                    | Zahnstangenlenkung, servounterstützt                    |
| Karosserie:                                                        | Stahlblech, selbsttragend                               | Stahlblech, selbsttragend                               | Stahlblech, selbsttragend                               |
| Spurweite vorn/hinten:                                             | 1480/1470 mm                                            | 1480/1470 mm                                            | 1480/1470 mm                                            |
| Radstand:                                                          | 2525 mm                                                 | 2525 mm                                                 | 2525 mm                                                 |
| Abmessungen:                                                       | 4520 × 1730 × 1300 mm                                   | 4520 × 1730 × 1300 mm                                   | 4520 × 1730 × 1300 mm                                   |
| Leergewicht:                                                       | ab 1140 kg                                              | ab 1220 kg                                              | 1250 kg                                                 |
| Höchstgeschwindigkeit (Redaktions-/Werksangaben):                  | ca. 210 km/h                                            | 223–235 km/h                                            | ca. 210 km/h                                            |
| 0–100 km/h:                                                        | 7,5 s                                                   | 6,5 s                                                   | 7,8 s                                                   |
| Verbrauch (Liter/100 Kilometer; Schätzungen oder ECE-Stadtzyklus): | ca. 7–12 S                                              | 10,6–12,1 S                                             | n. a.                                                   |

## Silvia (S15, 1999–2002)
In Japan erschien im Herbst 1999 die siebte und letzte Generation: der Silvia S15. Der SR20DET leistete hier 184 kW (250 PS). Der Zweiliter-Turbo erstarkte dank kleinerer Änderungen am Turbolader und an der Motorsteuerung. Der SR20DE (ohne Turbo) hatte 121 kW (165 PS). In Deutschland wurde der Silvia S15 von Nissan offiziell nicht angeboten.
Dieser Silvia erhielt innen wie außen eine aggressive Formgebung, ein verbessertes Fahrwerk und erstmals ein Sechsgang-Schaltgetriebe (zusätzlich zu einer manuellen Fünfgangschaltung und einer Viergangautomatik).
Anfangs wurde der neue Silvia lediglich als Spec-S (ohne Turbolader) und als Spec-R (Turbo) angeboten; beide Modelle waren mit einem Aero-Paket erhältlich, das einen großen Heckflügel und kleine Seitenschürzen umfasste. Der Spec-R besaß das Sechsganggetriebe, ein härteres Fahrwerk und eine steifere Karosserie, Vierkolben-Scheibenbremsen vorne, einen größeren Bremsservo, ein wirksameres Sperrdifferenzial und, gegen Aufpreis, die Vierradlenkung HICAS; der Spec-S musste mit dem Fünfganggetriebe (oder auf Wunsch mit der Automatik, die es auch für den Spec-R gab) und ohne die zusätzlichen Versteifungen und die übrigen Merkmale des Spec-R auskommen.

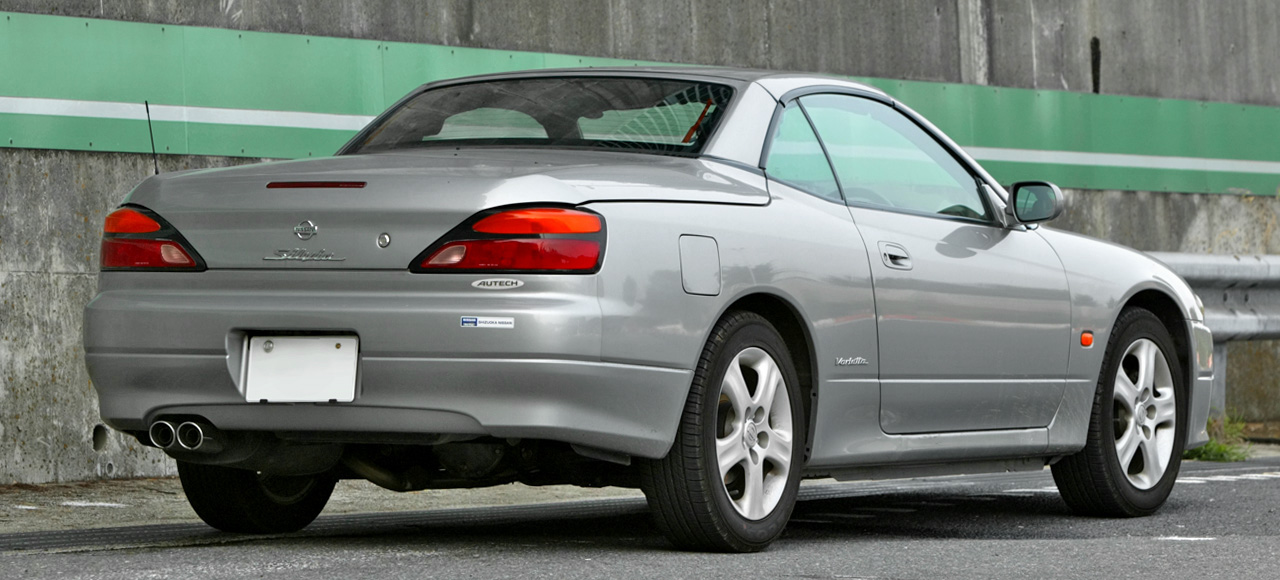
Cabriovariante mit Klappdach:
Silvia Varietta

Später wurde das Angebot um etliche Luxus- und Sportpakete erweitert, die sowohl für Spec-S als auch für Spec-R erhältlich waren. Autech Japan, Nissans Sonderfahrzeugsparte, bot ferner einige getunte S15-Versionen an, etwa den style-A mit Karosserieanbauten und Innenausstattung im Stile des Ferrari 456 auf Basis von Spec-S oder Spec-R; ein weiteres Autech-Modell basierte auf dem Spec-S und besaß einen auf 200 PS getunten Saugmotor (höhere Verdichtung, Nockenwellen mit angepassten Steuerzeiten, Sportkrümmer und -auspuff, geändertes Motormanagement) und ein Sportfahrwerk. Dieses Sondermodell besaß auch das Sechsganggetriebe und die weiteren Ausstattungsmerkmale des Spec-R.
Von dieser Generation gab es zudem ein mit faltbarem Klappdach ausgerüstetes Cabriolet namens Varietta. Der Silvia Varietta wurde bei Autech gebaut, basierte auf dem Spec-S und besaß Saugmotor und Viergangautomatik oder Fünfganggetriebe jener Ausführung.
Auch der S15 wurde von der taiwanischen Yulon Motor Company aufgelegt. Das neue Modell erhielt dort den Namen AREX Elite 951. Es war das letzte Modell der Elite-Serie, welche insgesamt vier Generationen beinhaltet.
Die Fertigung des Silvia endete im August 2002. Nissan war gezwungen, die hohe Zahl der unterschiedlichen Plattformen, die im Konzern verwendet wurden, zu reduzieren.
| Nissan Silvia                                                      | 2000                                                                                   | 2000 Turbo                                                                             |                                                                                        |
| ------------------------------------------------------------------ | -------------------------------------------------------------------------------------- | -------------------------------------------------------------------------------------- | -------------------------------------------------------------------------------------- |
| Motor:                                                             | 4-Zylinder-Reihenmotor (Viertakt)                                                      | 4-Zylinder-Reihenmotor (Viertakt)                                                      | 4-Zylinder-Reihenmotor (Viertakt)                                                      |
| Motortyp:                                                          | SR20DE                                                                                 | SR20DET                                                                                |                                                                                        |
| Hubraum:                                                           | 1998 cm³                                                                               | 1998 cm³                                                                               |                                                                                        |
| Bohrung × Hub:                                                     | 86 × 86 mm                                                                             | 86 × 86 mm                                                                             |                                                                                        |
| Leistung bei 1/min:                                                | 121 kW (165 PS) bei 6400                                                               | 184–205 KW (250 PS – 280 PS)                                                           |                                                                                        |
| Max. Drehmoment bei 1/min:                                         | 192 Nm bei 4800                                                                        | 275 NM – 330 NM                                                                        |                                                                                        |
| Verdichtung:                                                       | 10,0:1                                                                                 | 8,5:1                                                                                  |                                                                                        |
| Gemischaufbereitung:                                               | Elektronische Einspritzung                                                             | Elektr. Einspritzung, Turbolader, Ladeluftkühler                                       |                                                                                        |
| Ventilsteuerung:                                                   | DOHC, Kette, 4 Ventile pro Zylinder                                                    | DOHC, Kette, 4 Ventile pro Zylinder                                                    | DOHC, Kette, 4 Ventile pro Zylinder                                                    |
| Kühlung:                                                           | Wasserkühlung                                                                          | Wasserkühlung                                                                          | Wasserkühlung                                                                          |
| Getriebe:                                                          | 5-Gang-Getriebe a.W. Viergangautomatik Turbo: 5- oder 6-Gang-Getriebe Hinterradantrieb | 5-Gang-Getriebe a.W. Viergangautomatik Turbo: 5- oder 6-Gang-Getriebe Hinterradantrieb | 5-Gang-Getriebe a.W. Viergangautomatik Turbo: 5- oder 6-Gang-Getriebe Hinterradantrieb |
| Radaufhängung vorn:                                                | Querlenker mit Zugstreben, Federbeine, Schraubenfedern                                 | Querlenker mit Zugstreben, Federbeine, Schraubenfedern                                 | Querlenker mit Zugstreben, Federbeine, Schraubenfedern                                 |
| Radaufhängung hinten:                                              | Mehrlenkerachse, Schraubenfedern                                                       | Mehrlenkerachse, Schraubenfedern                                                       | Mehrlenkerachse, Schraubenfedern                                                       |
| Bremsen:                                                           | Scheibenbremsen rundum, Bremskraftverstärker, ABS                                      | Scheibenbremsen rundum, Bremskraftverstärker, ABS                                      | Scheibenbremsen rundum, Bremskraftverstärker, ABS                                      |
| Lenkung:                                                           | Zahnstangenlenkung, servounterstützt                                                   | Zahnstangenlenkung, servounterstützt                                                   | Zahnstangenlenkung, servounterstützt                                                   |
| Karosserie:                                                        | Stahlblech, selbsttragend                                                              | Stahlblech, selbsttragend                                                              | Stahlblech, selbsttragend                                                              |
| Spurweite vorn/hinten:                                             | 1480/1470 mm                                                                           | 1480/1470 mm                                                                           | 1480/1470 mm                                                                           |
| Radstand:                                                          | 2525 mm                                                                                | 2525 mm                                                                                | 2525 mm                                                                                |
| Abmessungen:                                                       | 4440 × 1695 × 1290 mm                                                                  | 4440 × 1695 × 1290 mm                                                                  | 4440 × 1695 × 1290 mm                                                                  |
| Leergewicht:                                                       | ab 1200 kg                                                                             | ab 1240 kg                                                                             |                                                                                        |
| Höchstgeschwindigkeit (Redaktions-/Werksangaben):                  | ca. 210 km/h                                                                           | 223–235 km/h                                                                           |                                                                                        |
| 0–100 km/h:                                                        | 7,5 s                                                                                  | 6,5 s                                                                                  |                                                                                        |
| Verbrauch (Liter/100 Kilometer; Schätzungen oder ECE-Stadtzyklus): | ca. 7–12 S                                                                             | 12,9–15,9 S                                                                            |                                                                                        |

## Sonstiges
Die Fahrzeuge der S-Reihe sind weltweit sehr beliebt als Driftwagen und Tuningobjekt. Für die CA18- und SR20-Motoren gibt es eine Vielzahl an Tuningteilen.